# François Mitterrand
François Maurice Adrien Marie Mitterrand (Jarnac, 26 de octubre de 1916-París, 8 de enero de 1996) fue un político francés, presidente de la República Francesa desde 1981 hasta 1995, el periodo más largo en la presidencia de la historia del país.

## Biografía

### Orígenes y formación
François Mitterrand nació en el seno de una familia católica y conservadora de provincia. Su padre, Joseph, era agente en una compañía de ferrocarriles, aunque luego fue fabricante de vinagre, y llegó a ser presidente de la federación de sindicatos de fabricantes de vinagre. François tuvo tres hermanos y cuatro hermanas. 
Entre 1925 y 1934 cursó estudios secundarios en el colegio Saint-Paul de Angulema. Allí Mitterrand se integró en la Juventud Estudiantil Cristiana en francés conocida como JEC (Jeunesse étudiante chrétienne), rama estudiantil de Acción Católica. Luego, y hasta 1937, estudió en la Escuela Libre de Ciencias Políticas, en la que se graduó en julio de 1937.

#### Sus relaciones con la extrema derecha
Por esa época (entre 1935 y 1936) militó durante cerca de un año en los Volontaires nationaux (voluntarios nacionales) del coronel de La Rocque. Participó en las manifestaciones contra «la invasión de vagabundos» en febrero de 1935 y más adelante en las que se celebraron contra el profesor de Derecho Gaston Jèze, tras su nombramiento como consejero jurídico del negus de Etiopía, en enero de 1936. Se relacionó, por amistad o familia, con miembros de La Cagoule. Escribió artículos en periódicos de derechas como L'Écho de Paris de Henri de Kerillis, cercano al Partido Social Francés de carácter fascista. Son artículos de literatura, pero también sobre la sociedad contemporánea y la política. En 1938 conoció a Georges Dayan (judío y socialista) al que salvó de agresiones antisemitas de Acción Francesa, pasando a ser grandes amigos. 
Entre 1937 y 1939 realizó el servicio militar en la Infantería colonial.

### Régimen de Vichy y Resistencia
En septiembre de 1939, tras la invasión de Polonia por los alemanes, estalló la Segunda Guerra Mundial. A la vez que Mitterrand finalizaba sus estudios de Derecho en París, fue enviado a la línea Maginot, cerca de Montmédy, con el grado de sargento mayor. En mayo de 1940 era novio de Marie-Louise Terrasse, la futura periodista Catherine Langeais, con la que romperá en enero de 1942.
El 14 de junio de 1940 el sargento Mitterrand fue hecho prisionero por el ejército alemán. Tras dieciocho meses en los stalags y dos intentos frustrados, se escapó en diciembre y regresó a Francia. En los años siguientes trabajó en la «Legión francesa de combatientes y voluntarios de la revolución nacional» como contratado, y desde junio en el Comisariado para la reclasificación de prisioneros de guerra, en donde ayudó a los fugitivos a obtener documentación falsa, cargo del que dimitió al cabo de seis meses. Durante el verano de 1942 participó en reuniones en el castillo de Montmaur en las que se asentaron las bases de su red de Resistencia. El 15 de octubre fue recibido por el mariscal Pétain junto a varios responsables del Comité de ayuda mutua a los prisioneros repatriados del Allier, y en la primavera de 1943 fue condecorado por el gobierno con la «Orden de la Francisca». Poco después, acosado por la Gestapo, el Sicherheitsdienst y la Milicia Francesa, pasó a la clandestinidad. Viajó a Londres y Argel, en donde contactó con los generales De Gaulle y Giraud. En febrero de 1944 dirigió en Francia el «Movimiento Nacional de prisioneros de guerra y deportados», que unificaba todas las redes de resistencia de los prisioneros de guerra. Participó en la liberación de París en junio, apoderándose de la sede del Comisariado General para los Prisioneros de guerra. En octubre de 1944 organizó, junto a Jacques Foccart, la «opération Viacarage», cuyo objetivo era liberar los campos de prisioneros y de concentración.

### Cuarta República

#### Ascenso, giro a la izquierda y liberalismo colonial (1944-1954)
Poco después, François Mitterrand participó en el Gobierno de los Secretarios Generales preconizado por Charles de Gaulle antes de la instauración del gobierno provisional en París. El 27 de octubre de 1944 se casó con Danielle Gouze.
En 1945, François Mitterrand y André Bettencourt testificaron a favor de Eugène Schueller, fundador del grupo L'Oréal, y colaborador y financiador de la Cagoule. Mitterrand trabajó durante poco tiempo como director de la editorial Rond-Point y como director de la revista Votre Beauté, del grupo fundado por Schueller.
En febrero de 1946, Mitterrand se afilió a la Unión Democrática y Socialista de la Resistencia (UDSR), de la que sería presidente entre 1953 y 1965 y que le ofreció un primer laboratorio político.

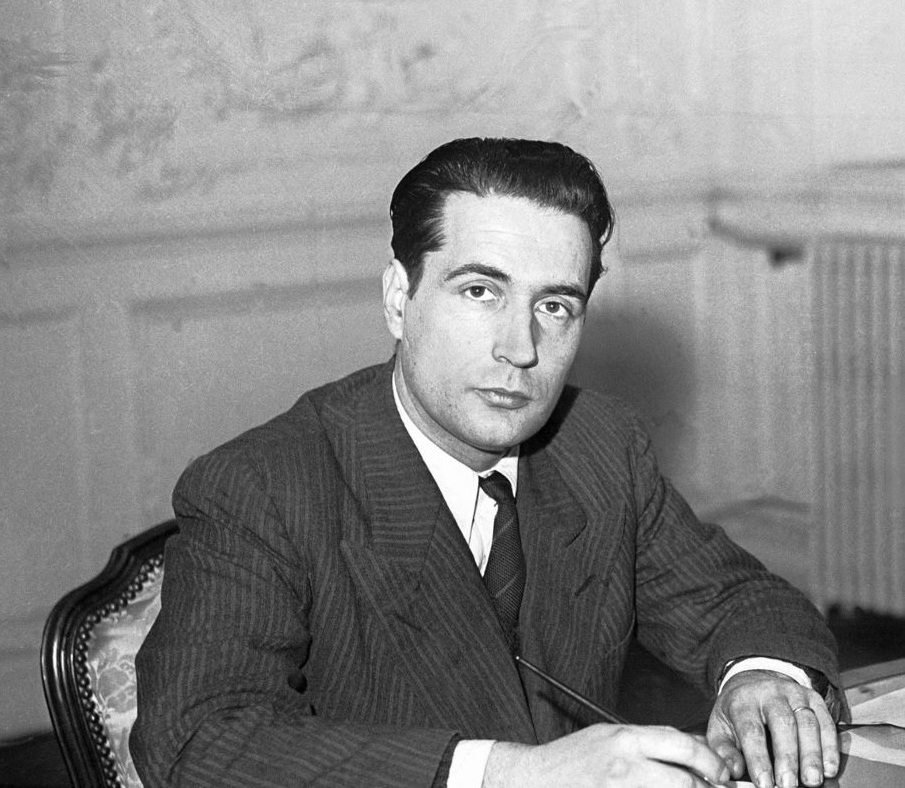
François Mitterrand en 1947 como ministro de Antiguos Combatientes en el gobierno de Paul Ramadier

El 10 de noviembre de 1946, François Mitterrand fue elegido diputado por el departamento de Nièvre encabezando una lista de Unidad y Acción Republicana, con un programa anticomunista. Al año siguiente pasó a ser el ministro más joven de Francia al ocupar la cartera de Veteranos y Víctimas de Guerra en el gobierno del socialista Paul Ramadier. En los siguientes años ocupó distintas carteras ministeriales: Información, Ultramar y el ministerio delegado en el Consejo de Europa.
En mayo de 1948 formó parte de los 800 delegados —entre los que estaban también Konrad Adenauer, Winston Churchill, Harold Macmillan, Paul-Henri Spaak, Albert Coppé y Altiero Spinelli— que participaron en el Congreso de La Haya, origen del Movimiento europeo, al que se adhirió.
En 1950, René Pleven lo nombró ministro de Ultramar. Se mostró partidario de instaurar una unión franco-africana en la que los territorios de ultramar gozarían de una autonomía negociada y libremente consentida, y se esforzó por mejorar la condición de los africanos, sometidos aún a un duro régimen. Se lo trató entonces de «baratillero de imperio» y, desde ese momento, atrajo la hostilidad de los colonos conservadores y del partido gaullista de la época, el RPF.
En 1952, se encargó de la cuestión tunecina en el gobierno de Edgar Faure y esbozó un plan de autonomía interna. Sin embargo, el gobierno Faure cayó tan solo seis semanas después de haberse formado. Los liberales en materia colonial salieron provisionalmente del gobierno. Tras la formación del gobierno de Antoine Pinay, Mitterrand criticó la participación sistemática de la UDSR en los gobiernos y propuso un giro a la izquierda. Denunció ante la Asamblea la política represiva del gobierno y defendió con vehemencia el derecho de los tunecinos a la autonomía.
En 1953, obtuvo el puesto de ministro delegado ante el Consejo de Europa, pero pronto presentó su dimisión por su disconformidad con la política represiva llevada en Marruecos y Túnez. Propugnó para esos países, así como para Indochina, una política más liberal. Firmó, junto a personalidades como Albert Camus, Alain Savary y Louis Vallon, el Manifiesto Francia-Magreb, que solicitaba que «...se pongan en marcha todos los medios legales para que los principios de los Derechos Humanos se apliquen sin distinciones en el norte de África».
En otoño pasó a ser presidente del UDSR. Impuso una línea liberal para la Francia de ultramar. Terminada la guerra de Indochina, constituyó un conjunto franco-africano, primero federal y luego confederal —lo que suponía conceder la autonomía primero y luego la independencia-asociación a las colonias francesas—. Publicó En las fronteras de la Unión francesa. Indochina-Túnez, con prólogo de Pierre Mendès France. Se declaró a favor de la independencia de Indochina —consiguiendo si es posible una asociación— y de la reconstrucción de los vínculos con los países africanos: defensa, moneda y política exterior debían ser competencia de la Unión Francesa, con total asociación de los africanos en las decisiones; los demás aspectos serían competencia de gobiernos autónomos locales.

#### La tormenta de la guerra de Argelia (1954-1958)
En 1954 pasó a ocupar el cargo de ministro del Interior en el gobierno de Pierre Mendès France. Pronto se vio afectado por los problemas políticos planteados en Argelia. A pesar de tener una idea algo más liberal que sus antecesores, Mitterrand creía que este caso no era igual que el de Marruecos o Túnez (en Argelia había un millón de franceses de origen europeo concentrados en el norte del actual país) y se mostró contrario a la independencia. Sus intentos de trasladar al gobernador general Léonard y al director de la mezquita de París, y de aumentar el salario mínimo en Argelia, para conseguir apaciguar los ánimos de la población árabe tropezaron con el profundo conservadurismo de colonos y administración. En octubre viajó a Argelia, en dónde encontró una evidente hostilidad entre los colonos partidarios de una Argelia francesa.
El 5 de noviembre de ese mismo año, en la tribuna de la Asamblea Nacional, a la vez que estallan los primeros disturbios de lo que acabaría siendo la guerra de Argelia, declaró que «...la rebelión argelina sólo puede encontrar una forma terminal: la guerra». Estas declaraciones parecían estar destinadas a tranquilizar al ala colonialista de los diputados centristas (radicales y democristianos), que podían derribar el gobierno.
El mismo mes, Mitterrand anunció un importante aumento de la inversión social en Argelia en agricultura y educación, tratando de fomentar «la igualdad de los ciudadanos […] iguales oportunidades para todos los que, fuera cual fuera su origen, nacieran en suelo argelino». De acuerdo con el primer ministro, fusionó los cuerpos de policía de Argel y París con el objetivo de impedir la tortura. Terminó con la autonomía de la policía de Argelia y trasladó a doscientos agentes, entre los que estaba el director de los Servicios de Información, sobre los que pesaban fundadas sospechas de haber participado en torturas. Los conservadores en temas coloniales criticaron con dureza esa decisión.
En 1956, fue nombrado ministro de Justicia en el gobierno de Guy Mollet. Mitterrand participó en las negociaciones gubernamentales que concluyeron con la independencia de Túnez y Marruecos y la autonomía del África negra francesa. En cuanto a la cuestión argelina, criticó con dureza (en privado) la deriva represiva que siguió al fracaso del intento de liberalización, en febrero de 1956. Sin embargo y a pesar de sus reticencias, él fue el encargado por el Consejo de Ministros de defender el proyecto de ley que restituyó poderes especiales al ejército. Mitterrand permaneció en el gobierno a pesar de sus crecientes reticencias, puesto su ambición era la de llegar a primer ministro. Tras la dimisión de Guy Mollet, Mitterrand se negó a entrar en un gobierno del que él no fuera presidente. No lo consiguió, a pesar de que el Presidente de la República René Coty pensó muy seriamente en recurrir a él para dicho puesto.
Opositor acérrimo a Charles de Gaulle, en septiembre de 1958, pidió el «no» en el referéndum sobre la Constitución de la Quinta República, que sin embargo fue aprobada con una muy amplia mayoría y promulgada el 4 de octubre de 1958. Mitterrand tildó al general De Gaulle de «nuevo dictador». Mitterrand perdió en las elecciones legislativas del 30 de noviembre de 1958.

### Quinta República

#### Supervivencia política y primeros intentos de unión de la izquierda (1959-1971)
En julio de 1959 fue elegido alcalde de Château-Chinon, cargo que ejerció hasta mayo de 1981, y un mes después senador por Nièvre. Se inscribió en el grupo parlamentario de Izquierda Democrática (Gauche démocratique). En octubre de 1959 se produjo el Atentado del Observatorio (Observatoire) que acabó con la inculpación de François Mitterrand por ultraje a la magistratura. La ley de amnistía de 1966 puso fin a ese procedimiento. El 25 de noviembre de 1962, Mitterrand recuperó su escaño de diputado en Nièvre y dejó el Senado.
Durante el referéndum de 1962 propuso votar en contra de que el presidente de la República se eligiera por sufragio directo. El «sí» ganó con un 62,25 % de los votos emitidos (46,66 % del censo).
En 1964 fue nombrado presidente del Consejo General de Nièvre. Encabezó la Convención de Instituciones Republicanas (CIR) y publicó El golpe de Estado permanente, que reforzó su postura de opositor a De Gaulle. A pesar de ser el representante del CIR, que era una formación pequeña, en 1965 pasó a ser el candidato único de la izquierda en las elecciones presidenciales. Obtuvo una inesperada segunda posición, con unos diez millones de votos, más que el candidato centrista Jean Lecanuet (15 % de votos). Para la segunda vuelta, Mitterrand recibió el apoyo no solo de toda la izquierda, sino también el del centrista Jean Monnet, el del conservador moderado Paul Reynaud y el de parte de la extrema derecha (Jean-Louis Tixier-Vignancour y partidarios de la OAS). En la segunda vuelta, con un 55 % de los votos, De Gaulle derrotó a Mitterrand, que obtuvo un 45 %.

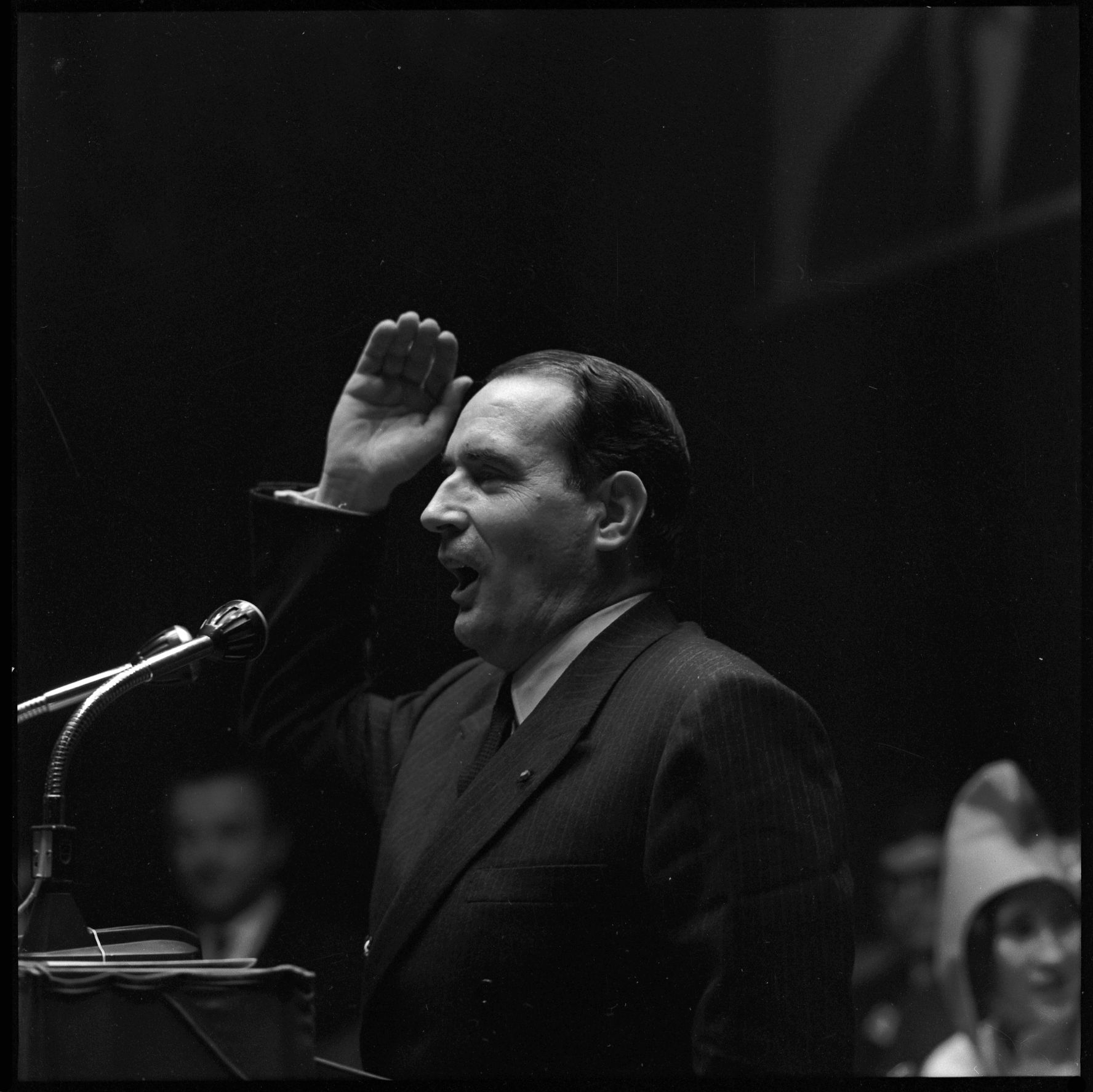
Mitterrand en un mitin en 1965

Fortalecido por ese resultado (nadie pensaba que De Gaulle pudiera perder), pasó a encabezar la Federación de la Izquierda Democrática y Socialista (FGDS), que agrupaba a la izquierda no comunista —principalmente la SFIO, el Partido Radical, la CIR y otras agrupaciones—. En las elecciones legislativas de marzo de 1967, el escrutinio mayoritario a dos vueltas y la nueva disposición que elevaba el umbral y eliminaba para la segunda vuelta a todos los candidatos que no alcanzasen en la primera vuelta al menos el 10 % del censo, favoreció a la mayoría saliente frente a una oposición heterogénea (comunistas, socialistas y los centristas de Jacques Duhamel) y desunida. Sin embargo, con 194 escaños, el conjunto de la izquierda (FGDS y PCF) ganó 63 escaños, quedando el Partido Comunista como principal fuerza de izquierda con un 22,5 % de los votos. Sin embargo, la coalición gubernamental se encontró con una mayoría de un solo escaño en la Asamblea Nacional. En la metrópoli, durante la primera vuelta, el conjunto de la izquierda (FGDS, PSU, PC) obtuvo incluso más votos que los partidos gubernamentales gaullistas y giscardianos (46 % contra 42,6 %) mientras el Centro Democrático de Duhamel retrocedió tres puntos y quedó con un 7 % de los votos. Pero con el extraordinario porcentaje —para Francia— del 38 % de los votos, aumentando dos puntos respecto a las anteriores elecciones, la Unión por la V República seguía siendo el primer partido de Francia.
El 28 de mayo de 1968, y en relación con la situación producida por los disturbios estudiantiles, declaró: «Conviene desde ahora mismo constatar el vacío de poder y organizar la sucesión». Estas declaraciones se realizaron durante una visita del general De Gaulle a Alemania, adonde había ido para consultar al general Massu sobre estos mismos acontecimientos, más que aludiendo a un real vacío de poder, y fueron interpretadas por parte de la población como un deseo de sacar partido de una situación de crisis nacional. Propuso a Mendès France para formar un gobierno provisional y anunció su candidatura a la presidencia de la República, en caso de que se celebrasen elecciones anticipadas. 
En su discurso del 30 de mayo, De Gaulle replicó con dureza a Mitterrand, anunció la organización de un referéndum y declaró que dimitiría en el caso de que su propuesta fuese rechazada.
Los recientes disturbios ocasionaron un giro a la derecha de una población francesa deseosa de ver restablecido el orden, y las elecciones legislativas anticipadas de junio de 1968 se saldaron con una avalancha gaullista (293 escaños sólo para la UNR y 61 más para los republicanos independientes) que conformaron una mayoría de la derecha que no se veía en Francia desde la victoria del Bloque Nacional en 1919. Mientras la izquierda se hundía y pasaba de 194 a 91 diputados. Mitterrand, sin embargo, consiguió salvar su escaño. Sin embargo, su descrédito era tal que en 1969 no pudo presentarse para la presidencia de la República. Guy Mollet se negó a otorgarle el apoyo de la SFIO. La izquierda, representada por el socialista Gaston Defferre y el comunista Jacques Duclos, no alcanzó la segunda vuelta de unas elecciones que vieron triunfar al gaullista Georges Pompidou frente al centrista Alain Poher.

#### Secretario general del PS (1971-1981)
En junio de 1971, tras el Congreso de Épinay, la Convención de Instituciones Republicanas se fusionó con el Partido Socialista creado en 1969 en sustitución de la SFIO. Mitterrand fue elegido secretario general, apoyado por el ala izquierda, el CERES que encabezaba Jean-Pierre Chevènement, y por dos poderosas federaciones: Nord, dirigida por Pierre Mauroy y Bouches-du-Rhône, por Gaston Defferre.
En junio de 1972, firmó el «programa común» de gobierno junto al Partido Comunista de Georges Marchais y el Movimiento de Radicales de Izquierda de Robert Fabre. En marzo de 1973, en las elecciones legislativas, el PS obtuvo casi tantos votos como el PCF en la primera vuelta y lo superó en la segunda, acabando con una hegemonía que se remontaba a 1946. Las elecciones cantonales de septiembre de ese mismo año confirmaron la evolución.

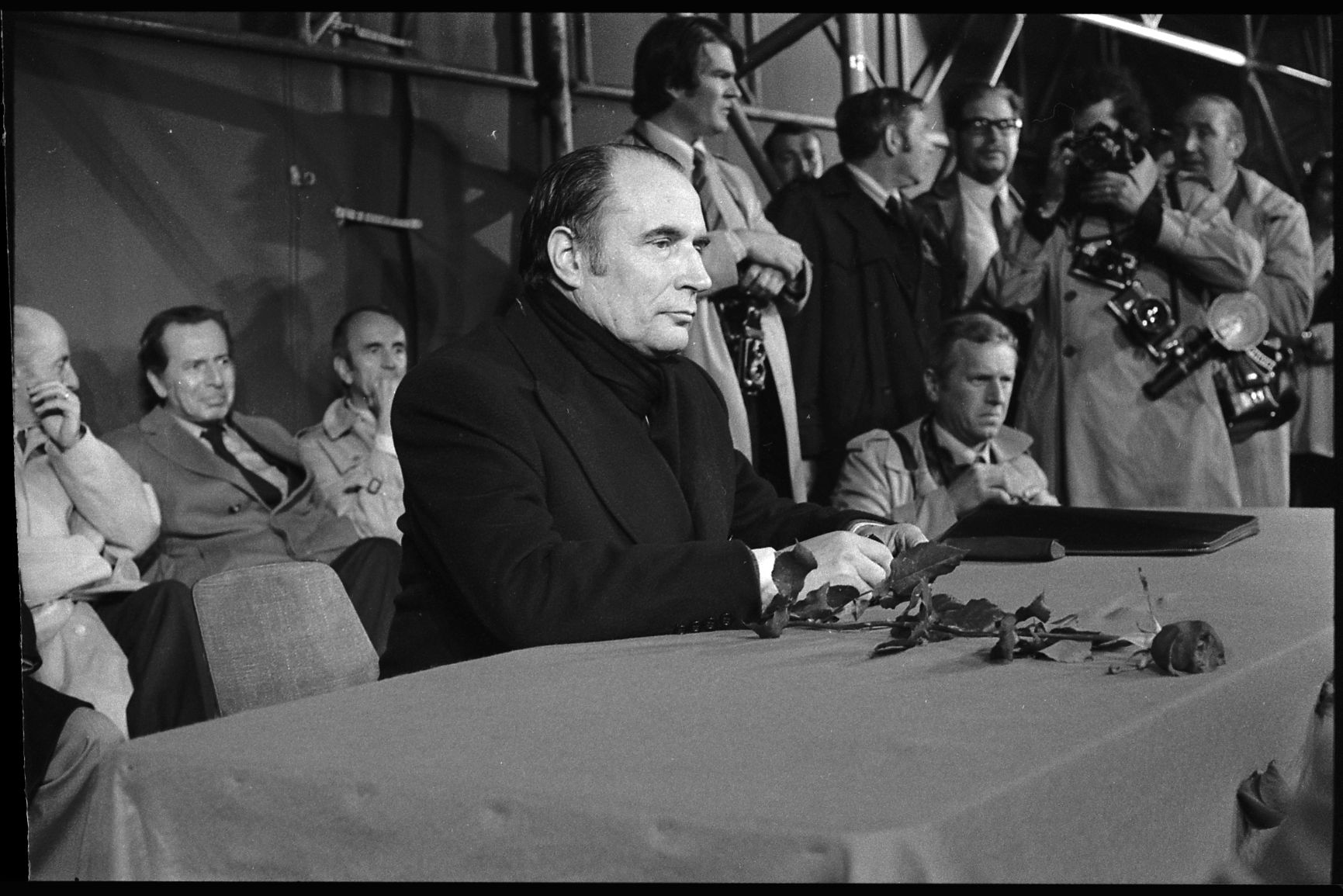
Mitterrand en Toulouse en 1974

El 2 de abril de 1974 murió Georges Pompidou, presidente en ejercicio, y el 19 de mayo de 1974, como candidato único de la izquierda en las elecciones presidenciales, Mitterrand perdió ante Valéry Giscard d'Estaing con el 49,2 % de los votos en la segunda vuelta. En las elecciones cantonales de marzo de 1976 y en las municipales de marzo de 1977 se confirmó la tendencia anterior y el PS superó con mucho al PCF. Una vez invertida la posición, los comunistas dejaron de ser útiles a las ambiciones presidenciales de Mitterrand, quien en 1977 rompió la coalición de izquierdas y acabó con el «programa común».
El 29 de junio de 1979, el Partido Socialista transmitió ilegalmente la señal de su estación Radio Riposte, desde su sede en París. La policía interrumpió la transmisión, decomisó el equipo y detuvo a los diputados y senadores del partido que se encontraban en el lugar. Por esta razón, Mitterrand es perseguido por la autoridad al ser responsable del partido, y surge la pregunta de si se podrá presentar a la elección presidencial de 1981.
En las legislativas de marzo de 1978, la izquierda mayoritaria en la primera vuelta fue superada en la segunda por la derecha (UDF-RPR). Michel Rocard, recientemente incorporado al PS desde el ultraizquierdista PSU y curiosamente incorporado al ala derecha, cuestionó entonces la figura François Mitterrand y la dirección del Partido Socialista. En abril de 1979, Mitterrand se alió con el CERES de Jean-Pierre Chevènement contra Michel Rocard y resultó ganador en el congreso del partido en Metz. En enero de 1981, en el congreso extraordinario de Créteil fue designado candidato presidencial por el PS y planteó su programa de las «110 propuestas».
El 26 de abril de 1981, en la primera vuelta de las elecciones presidenciales, Mitterrand se situó muy poco por detrás del presidente saliente con un 25'85 % de los votos frente al 28 % de Valéry Giscard d'Estaing. Jacques Chirac ocupó el tercer lugar con un 18 %. La noche del 10 de mayo, Mitterrand fue elegido presidente de la República con un 51,8 % frente al 48 % de Giscard. El apoyo de Chirac al presidente saliente fue muy ambiguo: declaró que, a título personal, sólo podía votar por Giscard, pero no hizo ninguna recomendación explícita en ese sentido a sus votantes.

## Presidencia (1981-1995)

#### Primer mandato (1981-1988)

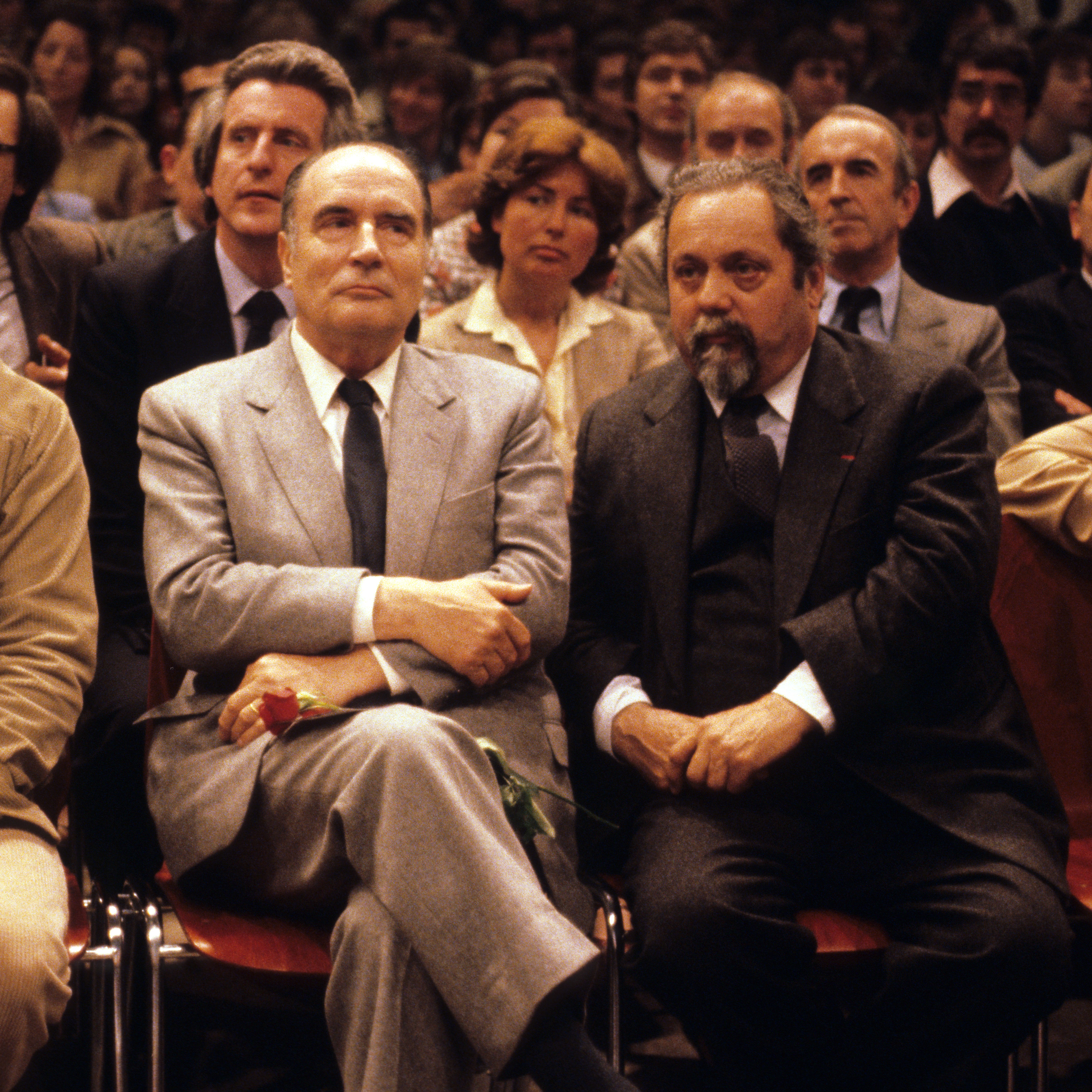
Mitterrand en 1981 junto a Alain Bombard

El 21 de mayo de 1981 se iniciaron los siete años de mandato del nuevo presidente con una ceremonia en el Panteón. Nombró su primer gobierno, que dirigiría Pierre Mauroy. Al día siguiente, aprovechando la favorable corriente de opinión, disolvió el Parlamento. Las elecciones le proporcionaron mayoría absoluta. Un segundo gobierno encabezado por Pierre Mauroy contaba con cuatro ministros comunistas.  
Se plantearon muchas reformas de carácter social y se liberalizó el campo de la radio y la televisión, dando pie, entre otras cosas, a la creación de Canal+ en 1984, el primer canal privado del país; de Radio Francia Internacional; y de las radios regionales a través de Radio-France. También se creó un impuesto que gravaba las grandes fortunas y que tendrá una vida azarosa, con diversas eliminaciones y reimplantaciones.
En el terreno social aumentaron significativamente el salario mínimo y la ayuda familiar, y se procedió a regularizar masivamente a los inmigrantes sin papeles, para favorecer su inserción en el mercado de trabajo. Se instaura una quinta semana de vacaciones pagadas, se reguló la semana laboral de 39 horas y se adelantó la edad de jubilación a los 60 años. En relación con los derechos civiles, se derogó la pena de muerte.
En los aspectos económicos, este primer mandato se caracterizó en un primer momento por unas pocas estatalizaciones, entre las que destacan algunos bancos —solo Paribas entre los importantes— y algunos grupos industriales como Rhône-Poulenc, Saint-Gobain, Thomson) y el grupo industrial Suez. También se siguió una política de control de la inflación. Se produjo un significativo aumento del desempleo y del déficit público y se emprendieron medidas impopulares: en el Nord se cerraron o reconvirtieron la mayor parte de las minas de carbón, lo que hizo crecer el descontento social. 
Se ratificaron varias medidas sociales, como la despenalización oficial de la homosexualidad. El ministro del Interior, Gaston Defferre, puso fin al registro de homosexuales, y el comunista Jack Ralite, ministro de Sanidad, eliminó la homosexualidad de la lista de trastornos mentales. El gobierno también introdujo el paso de la mayoría de edad sexual a los 15 años para todos, aboliendo la distinción, introducida en 1942, en la edad de consentimiento entre relaciones homosexuales y heterosexuales. El estilo de vida homosexual deja de ser una cláusula de anulación de un contrato de alquiler de vivienda.
Internacionalmente, las complicaciones se plantearon para Francia al otro lado del mundo: se estableció un nuevo estatuto para Polinesia Francesa, pero se vio obligada a afrontar sangrientos disturbios en Nueva Caledonia. Además, una operación de la inteligencia militar contra Greenpeace acabó con el descubrimiento de las implicaciones del gobierno en el ataque —con la muerte del fotógrafo neerlandés Fernando Pereira— al Rainbow Warrior, que minó bastante el prestigio internacional de Francia. En el terreno cultural, se celebró la primera cumbre internacional de la francofonía y se inauguró el nuevo Museo de Orsay en París.
Políticamente, se empezó una tímida descentralización administrativa, aunque lo más significativo es que apareció con fuerza un partido de tipo racista y xenófobo: el Frente Nacional que lideraba Jean-Marie Le Pen y que obtendrá unos resultados espectaculares en las elecciones europeas. La sustitución al frente de la presidencia del gobierno de Mauroy por Laurent Fabius acabó con la presencia de ministros comunistas en el gobierno. El mandato acabó con la primera cohabitación de la Quinta República y el cambio del sistema electoral mayoritario por uno proporcional.
En las elecciones legislativas que se realizaron en marzo de 1986, las primeras en las que se utiliza el sistema proporcional, triunfó claramente la coalición de las fuerzas conservadoras (RPR-UDF en marzo de 1986. El ultraderechista Frente Nacional obtuvo, gracias al sistema proporcional, 35 diputados. El gobierno pasó a estar presidido por Jacques Chirac. Por primera vez, un presidente de la República de izquierdas debía «cohabitar» con un gobierno de derechas. Algunas de las empresas estatalizadas se reprivatizaron y otras, como la cadena de televisión TF1, pasaron al sector privado por primera vez. 
Pero también el gobierno de Chirac debió afrontar graves problemas. A finales de 1986 los estudiantes franceses se manifestaron contra la «ley Devaquet» que pretendía reformar la Universidad. Francia rompió momentáneamente relaciones diplomáticas con Irán tras las sospechas de que ese gobierno pudiera estar implicado en los atentados terroristas que se llevaron a cabo en París. En Nueva Caledonia, el referéndum boicoteado por los independentistas del FLNKS (40 % de abstención) dejó un 98,3 % de votos favorables a seguir permaneciendo en Francia. Pero poco tiempo después un ataque terrorista, en Canaco, acabó con seis miembros de las fuerzas francesas y diecinueve independentistas muertos. En el terreno cultural, se inauguraron el Instituto del Mundo Árabe y la Pirámide del Louvre.

#### Segundo mandato (1988-1995)
A pesar de ser consciente desde noviembre de 1981 de que padecía un cáncer de próstata, Mitterrand anunció su candidatura para un segundo periodo de siete años el 22 de marzo de 1988. El 8 de mayo, obtuvo la reelección en las elecciones presidenciales contra Jacques Chirac con un 54 % de los votos, asumiendo su segundo mandato el 21 de mayo de 1988.

Como primer ministro nombró a su anterior rival, Michel Rocard, y disolvió la Asamblea Nacional. El grupo socialista y sus aliados obtuvieron una mayoría relativa, mientras los comunistas decidieron no participar en el gobierno, que se vio obligado a buscar apoyos alternativamente entre el grupo comunista y los sectores más moderados de la oposición, especialmente en la Unión del Centro (UDC, grupo parlamentario escindido de la UDF). En mayo de 1991, sustituyó a Michel Rocard por Édith Cresson cuya imagen pública se deterioró con declaraciones poco afortunadas, y a esta la siguió diez meses después Pierre Bérégovoy. La derecha triunfó ampliamente en las elecciones legislativas de 1993. El grupo socialista y sus aliados se quedaron con 67 escaños y Mitterrand encargó a Édouard Balladur la tarea de formar gobierno. Tras el suicidio de Pierre Bérégovoy (1 de mayo) Mitterrand hizo en sus funerales un duro ataque a los medios de comunicación, censurando a los que «echaron a los perros el honor de un hombre». 

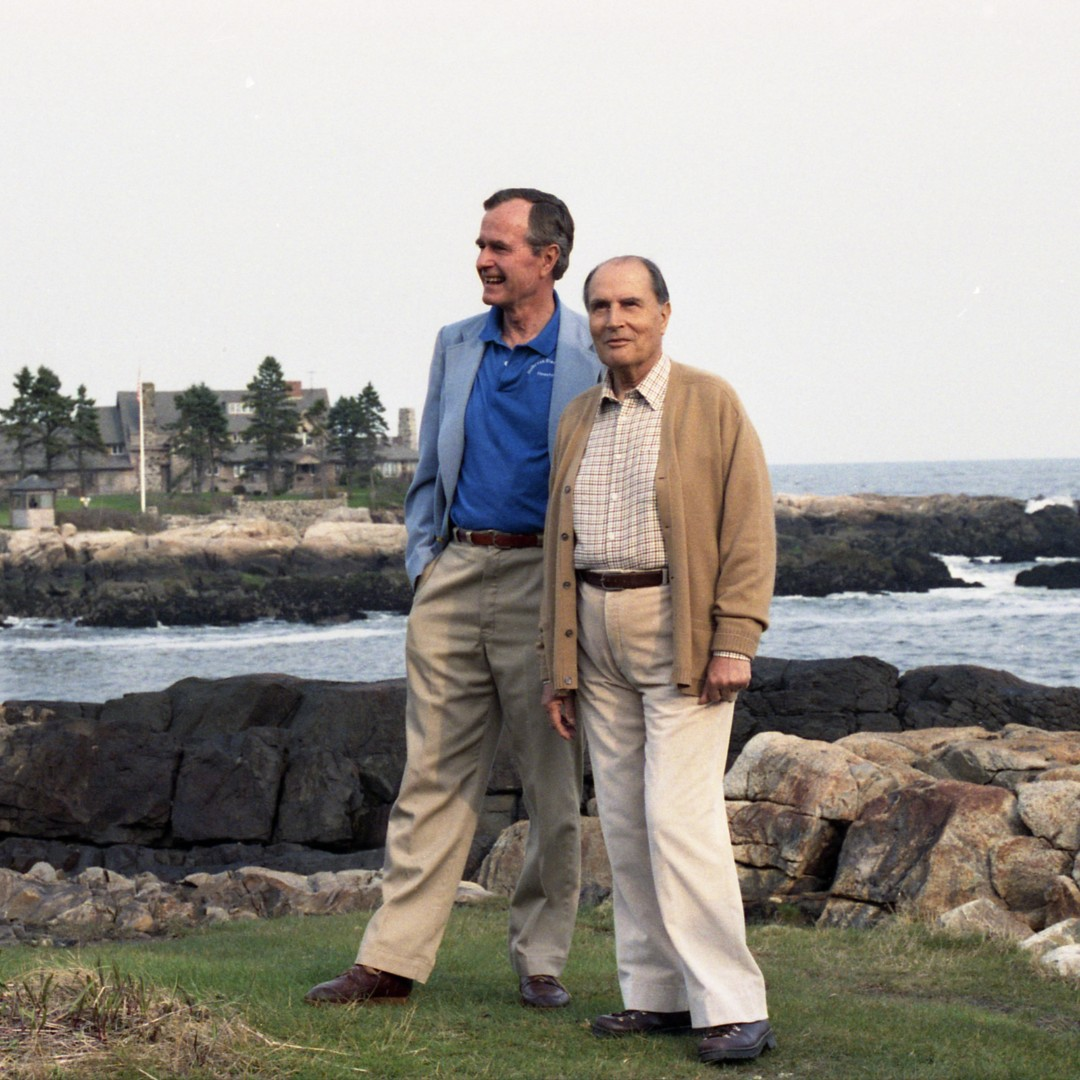
George H. W. Bush y Mitterrand en 1989

Durante ese segundo mandato se celebró el bicentenario de la Revolución francesa con unos actos que contaron con la participación de las principales figuras mundiales en los terreno político, social y cultural. Con ocasión de dicho bicentenario se reformó el Museo del Louvre y se crearon el teatro de la Ópera de la Bastilla y el Arco de la Defensa
En el terreno social, lo más significativo fue la instauración de una renta mínima de inserción con el objetivo de asegurar la supervivencia incluso de los que no trabajan ni tienen derecho a seguro de desempleo. También se redujo la duración del servicio militar a 10 meses.
Su mandato se inició con los acuerdos de Matignon que, junto a una ley de amnistía, restauraron la paz social en Nueva Caledonia. También Córcega obtuvo un nuevo estatuto. Militarmente, Francia participó en la segunda Guerra del Golfo (1990-1991) y en una operación destinada a intentar detener el genocidio en Ruanda, aunque Mitterrand había apoyado al gobierno ruandés sabiendo que estaba llevando a cabo el exterminio. El referéndum sobre el tratado de Maastricht —que obtuvo la aprobación por una exigua mayoría— y el expreso apoyo francés al proceso de reunificación alemana dieron un nuevo impulso a la construcción europea.
El presidente Mitterrand fue también objetivo de la prensa y aparecieron detalles de su vida privada: se descubrieron datos acerca de sus relaciones con la extrema derecha y el gobierno colaboracionista de Vichy durante su juventud, se conocieron detalles sobre su enfermedad y se supo de la existencia de una hija extramarital, Mazarine Pingeot.
El presidente François Mitterrand, poco antes de terminar su segundo mandato, calificó las relaciones franco-americanas de mucho más belicosas de lo que parecen: "Francia no lo sabe, pero estamos en guerra con América. Sí, una guerra permanente, una guerra vital, una guerra económica, una guerra sin muerte aparentemente. Sí, los estadounidenses son muy duros, son voraces, quieren un poder indiviso sobre el mundo. Es una guerra desconocida, una guerra permanente, aparentemente sin muerte y sin embargo una guerra a muerte.

### Fin de su mandato y fallecimiento
El 7 de mayo de 1995 Jacques Chirac resultó vencedor en las elecciones presidenciales frente al socialista Lionel Jospin. François Mitterrand finalizó su segundo mandato.
Murió el 8 de enero de 1996 de cáncer de próstata. Su entierro representó un gran homenaje por parte de los franceses. Fue enterrado en el panteón familiar de Jarnac, en el departamento de Charente.
El libro Memorias interrumpidas cuenta los últimos dos años en la vida del político a partir de unas conversaciones con Georges-Marc Benamou. Posteriormente se realizó la película basada en esta novela titulada Presidente Mitterrand (El paseante del Champ de Mars), dirigida por Robert Guédiguian y la cual Michel Bouquet encarna al presidente.

## Familia
De su matrimonio con Danielle Gouze tuvo dos hijos:
- Jean-Christophe, ex-consejero del presidente para asuntos africanos.
- Gilbert, alcalde de Libourne, exdiputado del departamento de Gironde.

De su relación con Anne Pingeot:
- una hija, Mazarine Pingeot, nacida el 18 de diciembre de 1974 en Aviñón.

## Discursos
- Wikisource en francés contiene obras originales de o sobre Discurso de François Mitterrand de 1987.
- Wikisource en francés contiene obras originales de o sobre Discurso de François Mitterrand de 1988.
- Wikisource en francés contiene obras originales de o sobre Discurso de François Mitterrand de 1995.

## Primeros ministros durante la presidencia de François Mitterrand
| Primer ministro  | de   | a    | Notas                                                |
| ---------------- | ---- | ---- | ---------------------------------------------------- |
| Pierre Mauroy    | 1981 | 1984 | Primer jefe de Gobierno socialista de la V República |
| Laurent Fabius   | 1984 | 1986 | Primer ministro más joven desde Decazes (39 años)    |
| Jacques Chirac   | 1986 | 1988 | Primera cohabitación de la V República               |
| Michel Rocard    | 1988 | 1991 | -                                                    |
| Édith Cresson    | 1991 | 1992 | Primera mujer jefe de Gobierno                       |
| Pierre Bérégovoy | 1992 | 1993 | -                                                    |
| Édouard Balladur | 1993 | 1995 | Segunda cohabitación                                 |